# キャロル美鳥
キャロル美鳥（キャロルみどり、1970年12月16日 - ）は、日本の元女子プロレスラー。本名：斉藤 緑（さいとう みどり）。

## 経歴
- 1989年12月1日、ジャパン女子プロレス後楽園ホール大会の対中島由賀戦でデビュー。
- 1991年1月26日、ジャパン女子プロレスが解散。
- 1992年1月、LLPWに入団。
- 2002年11月19日、引退。

## 得意技
ビクトリータイガー
バイオレントグリーンホールド
キャロルスペシャル

## タイトル歴
- 全日本タッグ王座
- LLPW認定シングル王座
- LLPW認定6人タッグ王座